# Сильченко, Фёдор Александрович
Фёдор Александрович Сильченко (5 февраля 1917 года, Москва — 8 марта 2015, Москва) — советский кинооператор.

## Биография
Родился в 1917 году в Москве, русский.
В 1940 году окончил операторский факультет ВГИКа и призван на срочную службу в РККА.
Участник Великой Отечественной войны, сержант, старший диспетчер управления 276-й БАД. Награждён медалями Медаль «За боевые заслуги» (1943) и Медаль «За оборону Ленинграда» (1943), «За победу над Германией» (1945), Орден Отечественной войны II степени (1985).
После войны работал на московской студии «Центрнаучфильм».
С 1956 по 1986 года— оператор Одесской киностудии, где снял более 25 художественных фильмов.
В 1969 году присвоено звание Заслуженный работник культуры Украинской ССР. Награждён орденом «Знак Почёта».
После выхода на пенсию жил в Москве, где умер в 2015 году, похоронен на Введенском кладбище.

## Фильмография
Кинооператор художественных фильмов:
- 1956 — Дохунда
- 1957 — Повесть о первой любви
- 1957 — Страницы былого
- 1958 — На зелёной земле моей
- 1959 — Мечты сбываются
- 1960 — Сильнее урагана
- 1963 — Шурка выбирает море
- 1964 — Дочь Стратиона
- 1965 — Одесские каникулы
- 1967 — Тихая Одесса
- 1968 — Последняя прядь (к/м)
- 1969 — Опасные гастроли
- 1970 — Шаг с крыши
- 1971 — Синее небо
- 1972 — За твою судьбу
- 1974 — Прощайте, фараоны!
- 1976 — Город с утра до полуночи
- 1975 — Капитан Немо
- 1978 — По улицам комод водили
- 1980 — Египетский гусь (к/м)
- 1980 — Неоконченный урок
- 1981 — Долгий путь в лабиринте
- 1982 — Бой на перекрестке
- 1983 — Экипаж машины боевой
- 1985 — Подвиг Одессы
- 1987 — Сабля без ножен

## Критика
Прекрасная работа оператора Ф. Сильченко, который особенно хорошо передаёт неповторимую красоту приморского южного города.— журнал «Искусство кино» (№ 10, 1957) о работе оператора на фильме «Повесть о первой любви»

Первое, что замечаешь в фильме Одесской киностудии «Дочь Стратиона», — это мастерство оператора. Видишь, как тщательно выстраивает он кадр, меняет ракурсы, обыгрывает детали. Порой добросовестно повторяет уже знакомые композиции. Порой предлагает свои, новые решения. Ф. Сильченко, несомненно, интересный оператор-художник. Особенно прилежно, с тонким, я бы даже сказал, изящным вкусом снимает он общие планы на натуре.— журнал «Советский экран», 1965

Помощником режиссёра в воплощении драматургического замысла выступает оператор Фёдор Сильченко. Он снял картину тонко и тактично. Поэтическая красота приморского города нигде не переходит в красивость; запоминаются выразительные портреты героев, вероятные и убедительные сцены, снятые под хронику.— журнал «Новини кіноекрана» (№ 16, 1977) о работе оператора на фильме «Город с утра до полуночи»